# Macrobiotus drakensbergi
Macrobiotus drakensbergi är en djurart som tillhör fylumet trögkrypare, och som beskrevs av Hieronymus Dastych 1993. Macrobiotus drakensbergi ingår i släktet Macrobiotus och familjen Macrobiotidae. Inga underarter finns listade i Catalogue of Life.